# 교실 이야기
교실 이야기는 2012년 5월 16일부터 2013년 3월 27일까지 KBS 1TV에서 방송된 교육 프로그램이다.

## 기획 의도
올바른 공교육 모델과 현장을 찾고, 참다운 교육에 대한 내용을 다양한 다양한 이슈와 주제를 통해 생각해 보고자 하는 교육 프로그램이다.

## 방송 시간
| 방송 채널 | 제목        | 방송 기간                          | 방송 시간                             |
| --------- | ----------- | ---------------------------------- | ------------------------------------- |
| KBS 1TV   | 행복한 교실 | 2011년 1월 5일 ~ 2011년 5월 26일   | 매주 수요일 오전 11:00 ~ 11:55 (55분) |
| KBS 1TV   | 행복한 교실 | 2011년 1월 5일 ~ 2011년 5월 26일   | 매주 목요일 오전 11:00 ~ 11:55 (55분) |
| KBS 1TV   | 행복한 교실 | 2010년 5월 12일 ~ 2010년 12월 29일 | 매주 수요일 오전 11:00 ~ 11:55 (55분) |
| KBS 1TV   | 행복한 교실 | 2011년 6월 1일 ~ 2012년 5월 9일    | 매주 수요일 오전 11:00 ~ 11:55 (55분) |
| KBS 1TV   | 교실 이야기 | 2012년 5월 16일 ~ 2013년 3월 27일  | 매주 수요일 오전 11:00 ~ 11:55 (55분) |

## 구성
- 인재들의 노토
- 내 인생의 교훈
- 생생 교육 현장
- 창의적 실험 드림(Dream)

## 방송 회차
| 회차 | 방송일           | 방송 내용                                                          | 비고      |
| ---- | ---------------- | ------------------------------------------------------------------ | --------- |
| 1    | 2012년 5월 16일  | 특집 학교폭력 교육이 답이다                                        |           |
| 2    | 2012년 5월 23일  | 특집 학교폭력 교육이 답이다                                        |           |
| 3    | 2012년 5월 30일  | 인재들의 노트 - 장재영                                             |           |
| 3    | 2012년 5월 30일  | 내 인생의 교훈 - 김태원                                            |           |
| 3    | 2012년 5월 30일  | 창의적 실험 드림 - 전현무                                          |           |
| 4    | 2012년 6월 13일  | 인재들의 노트 - 김희중                                             |           |
| 4    | 2012년 6월 13일  | 내 인생의 교훈 - 정종철                                            |           |
| 4    | 2012년 6월 13일  | 창의적 실험 드림 - 가수 홍경민/크로스로드 브라더시의 즐거운 인생 1 |           |
| 5    | 2012년 6월 20일  | 인재들의 노트 - 심요섭                                             |           |
| 5    | 2012년 6월 20일  | 내 인생의 교훈 - 성영자(가수 보아의 어머니)                        |           |
| 5    | 2012년 6월 20일  | 창의적 실험 드림 - 가수 홍경민/크로스로드 브라더시의 즐거운 인생 2 |           |
| 6    | 2012년 7월 4일   | 폭력 없는 행복한 학교                                              |           |
| 6    | 2012년 7월 4일   | 창의적 실험 드림 - 가수 홍경민/크로스로드 브라더스의 즐거운 인생 3 |           |
| 7    | 2012년 7월 11일  | 언어는 생활의 습관이다                                             |           |
| 7    | 2012년 7월 11일  | 내 인생의 교훈 - 박성종(축구선수 박지성의 아버지)                  |           |
| 7    | 2012년 7월 11일  | 창의적 실험 드림 - 가수 홍경민/크로스로드 브라더시의 즐거운 인생 4 |           |
| 8    | 2012년 7월 25일  | 2013년 대입 수시 특집                                              |           |
| 9    | 2012년 8월 8일   | 대한민국을 대표할 영화 감독을 꿈꾸다, 개그맨 이수근                |           |
| 9    | 2012년 8월 8일   | 욕, 참기 힘든 유혹                                                 |           |
| 10   | 2012년 8월 22일  | 새 학기 특집 새 학기 공부, 이렇게 뒤집자!                          |           |
| 11   | 2012년 8월 29일  | 나만의 레시피로 승부한 입시 경쟁                                   |           |
| 12   | 2012년 9월 5일   | 2013년도 대입 면접 특집                                            |           |
| 13   | 2012년 9월 19일  | 살아있는 도전의 아이콘 엄홍길                                      |           |
| 14   | 2012년 10월 3일  | 목표를 가지면 고난도 희망의 모습으로 나타난다, 우남규              |           |
| 15   | 2012년 10월 10일 | 불확실성에서 기회를 찾다, 고산                                     |           |
| 16   | 2012년 10월 17일 | 가슴과 머리가 일치하면 GO! 도전하라!                               |           |
| 17   | 2012년 10월 24일 | 꿈을 꿔라, 그리고 두드려라!                                        |           |
| 18   | 2012년 11월 7일  | 2013년도 대입 수능 특집                                            |           |
| 19   | 2012년 11월 14일 | 학교 폭력 없는 행복한 교실                                         | 1. 프랑스 |
| 20   | 2012년 11월 21일 | 학교 폭력 없는 행복한 교실                                         | 2. 독일   |
| 21   | 2012년 12월 5일  | 내가 즐겁고 좋아하는 일을 하라!                                    |           |
| 22   | 2012년 12월 19일 | 꿈을 꾸고 희망을 가지고 용기로 액션을 취하라                       |           |
| 23   | 2012년 12월 26일 | 스스로 새장을 나가 스스로의 힘을 찾아라!                           |           |
| 24   | 2013년 1월 2일   | 누구에게나 터닝 포인트는 온다!                                     |           |
| 25   | 2013년 1월 9일   | 나를 필요로 하는 곳으로 가라                                       |           |
| 26   | 2013년 1월 16일  | 2013년 겨울방학 특집                                               |           |
| 27   | 2013년 1월 23일  | 한 가지에 정답은 여러 가지다?!                                     |           |
| 28   | 2013년 1월 30일  | 너는 혼자가 아니다                                                 |           |
| 29   | 2013년 2월 6일   | 인문고전 열풍을 몰고 오다                                          |           |
| 30   | 2013년 2월 13일  | 좋아하는 것을 즐겁게 하는 것이 재능이다                            |           |
| 31   | 2013년 2월 27일  | 교수계의 마이클 조던 조벽 교수의 교육 특강                         |           |
| 32   | 2013년 3월 20일  | 새로운 꿈에 도전하는 한국 역도계의 전설! 장미란!                   |           |
| 33   | 2013년 3월 27일  | 세계 최고의 기타리스트를 꿈꾼다!                                   |           |